# Mladějovská úzkorozchodná železnice
Mladějovská úzkorozchodná železnice je úzkorozchodná dráha na Svitavsku o rozchodu 600 mm vedoucí z Mladějova na Moravě k dolům na Hřebči. Byla vybudována mezi lety 1917 a 1924 pro přepravu lupku a uhlí z míst těžby do zpracovatelského závodu, výrobny šamotu v Mladějově. Trať vede po vrstevnici kopců směrem na jih Mladějova a je dlouhá 11 km. Provoz skončil spolu s provozem celého mladějovského průmyslového areálu 31. prosince 1991. Od roku 1997 je využívána pro vyhlídkové turistické jízdy.

## Historie
Projekt mladějovské dráhy, spojující lupkové a uhelné doly Václav Theodor, Josef, Barbora, Hugo Karel a pece v Mladějově, předložila ke schválení C. K. vojenská správa lanových drah 17. prosince 1917. Tento projekt, předpokládající překládání lupku na stávající lanovku, byl schválen 2. května 1918 a patrně okamžitě začala výstavba. Podle toho, že elektrárna v Mladějově pracovala od roku 1919 se soudí, že v tom roce už dráha fungovala. 14. září 1918 bylo schváleno doplnění projektu o dráhu, vedoucí až do Mladějova. Podle místní kroniky (psané později), bylo toto prodloužení v provozu od roku 1922, celá dráha byla ale zkolaudována až 24. května 1924.
Oficiální délka trati je 10 980 m, koleje ale pokračovaly i do důlních štol. Původní projekt počítal se sklony trati do 6 ‰, prodloužení do Mladějova má sklon místy přes 30 ‰.
Od roku 1995 působilo na mladějovské dráze brněnské sdružení Muzeum průmyslových železnic, které trať získalo roku 1997 do pronájmu, začalo s její obnovou a s provozem turistických vlaků. Působilo zde do konce roku 2004 a v následujícím roce se přeorientovalo na vlečku Zastávka u Brna – Zbýšov, kterou získalo do svého vlastnictví. V letech 2000–2005 nebo 2006 byla mladějovská dráha uváděna v jízdních řádech pro cestující pod číslem 904.
V současné době je trať provozována spolkem Mladějovská průmyslová dráha. Součástí areálu je Průmyslové muzeum Mladějov na Moravě.